# サヴォイア・マルケッティ S.64
サヴォイア・マルケッティ S.64
イタリアのグイドーニア・モンテチェーリオの滑走路から離陸するS.64bis（1931年）
- 用途：記録機
- 設計者：アレッサンドロ・マルケッティ
- 製造者：
- 初飛行：1928年4月3日
- 生産数：2機

サヴォイア・マルケッティ S.64（Savoia-Marchetti S.64）は、1928年にイタリアで無着陸飛行時間と長距離飛行の世界記録樹立を目指して特別に開発された翼単葉である。

## 設計と開発
S.64は、主翼の後方へ延びる鋼管剥き出しの2本のトラスで尾翼を支えるという特異なポッド・ブーム設計であり、これと似た構造はS.55で使用された。エンジンは主翼上の支柱で支えられ、1基のエンジンで推進式プロペラを駆動していた。コックピットはずんぐりした形のポッド状の胴体の中に完全に覆われていた。S.64は1928年4月3日にアレッサンドロ・パッセレーヴァの操縦で初飛行を行った。

## 記録飛行

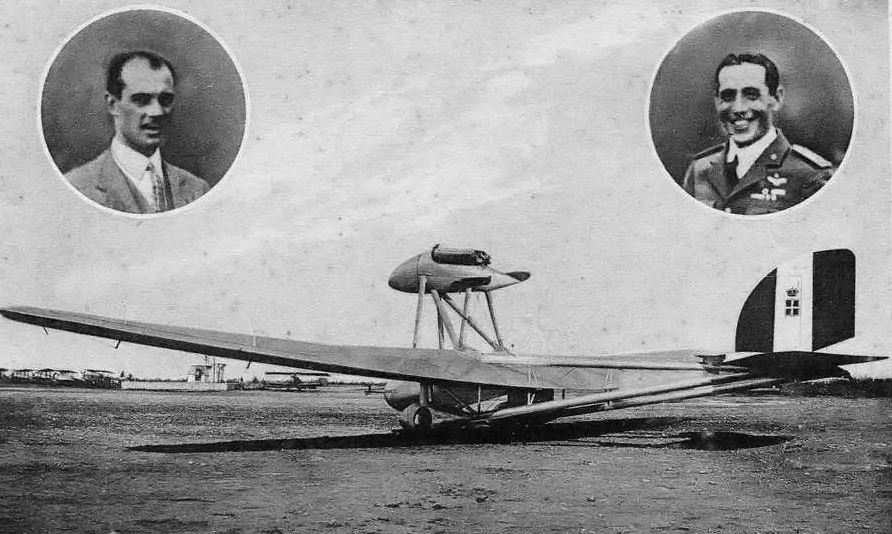
飛行記録を成し遂げたフェラーリン（左）とプレーテ（右）

1928年5月31日にアルトゥーロ・フェラーリンとカルロ・デル・プレーテは、トレ・ファヴィア（ラディスポリの）とアンツィオの間を51往復して3つの世界記録を樹立した。6月3日に着陸した時は、周回飛行距離世界新記録の7,666 km (4,791 mi)、滞空時間新記録の58時間34分に加え5,000 km (3,110 mi) の距離を平均139 km/h (87 mph)で飛行する速度記録も樹立した。この記録飛行の成功を受けて、この飛行がローマ - ニューヨークの大西洋横断飛行の予行演習であると発表された。
1カ月後フェラーリンとデル・プレーテはS.64に搭乗して実際に大西洋横断、ニューヨークではなく南大西洋を横断してブラジルまで飛行した。7月3日夜にモンテチェーリオを離陸し、夜間にサルデーニャを通過し、翌朝早くにはジブラルタルに至った。4日はカサブランカとヴィッラ・シスネロス（Villa Cisneros）を経て、夕刻にはカーボベルデ諸島を通過しブラジルへ向かった。5日朝にはペルナンブーコ州の無線到達空域に達し、ナタール近くのブラジル沿岸を横切ってリオデジャネイロへの着陸に向けて南への飛行を続けたが、悪天候のためナタールへ引き返さざるを得なかった。燃料は残り少なくなってきていたが依然として悪天候に阻まれ、飛行場が丘陵の陰にあるためにナタールへの着陸も諦めねばならなかった。更に北へ160 km (100 mi) 飛行を続けたが、最後にはトウロスの海岸に不時着する事態になった。ブラジルの郵便機がフェラーリンとデル・プレーテのナタールへの最初の飛来とその後のリオデジャネイロへの飛来を報じたため、両都市では歓迎の準備をしていた。S.64は砂地への着陸で機体を損傷していたためにリオデジャネイロへは船で運ばれ、リオデジャネイロに到着すると機体はブラジルへ寄付された。S.64はイタリアからの8,100 km (5,030 mi) を48時間14分で飛行した。国際航空連盟（FAI）は、公式にはこの飛行をモンテチェーリオ - ナタール間7,188 km (4,500 mi) の大圏距離飛行による隔地間飛行記録の世界記録に認定した。リオデジャネイロでのお祭り騒ぎは数週間続いたが、フェラーリンとデル・プレーテが8月11日にS.62機のデモンストレーション飛行中に墜落したことで終わりを告げた。デル・プレーテはこの事故での負傷が原因で5日後に死去した。
1930年に「S.64bis」と命名されたS.64の改良型が、フェラーリンとデル・プレーテの飛行による滞空時間と周回飛行距離の世界記録を塗り替えることを試みた。5月30日から6月2日にかけてウンベルト・マッダレーナ（Umberto Maddalena）とファウスト・チェッコーニ（Fausto Cecconi）は周回コースの8,188 km (5,088 mi) を67時間14分で飛翔し、飛行距離と滞空時間の世界新記録を樹立した。2人はS.64での隔地間飛行記録挑戦の準備をしていたが、1931年3月19日に機体はピサの沖合に墜落し、マッダレーナとチェッコーニは整備士のジュゼッペ・ダ・モンテ（Giuseppe Da Monte）と共に死亡した。機体の残骸は事故の原因究明のための証拠が特定できないほど広範囲に失われていたが、事故調査団はクランクシャフトが折損したことで飛散したプロペラが機体の各所に損傷を負わせたと推定した。

## 要目
(S.64)"The Rome–Brazil Non-Stop Flight", p.595 より
- 乗員：2名
- 全長：9.00 m (29 ft 6 in)
- 全幅：21.50 m (70 ft 6 in)
- 全高：
- 翼面積：60.0 m² (646 ft²)
- 空虚重量：2,400 kg (5,280 lb)
- 全備重量：7,000 kg (15,400 lb)
- エンジン：1 × フィアット A.22T、410 kW (550 hp)
- 最高速度：235 km/h (146 mph)
- 巡航高度：
- 航続距離：
- 上昇時間：